# Ibériai hiúz

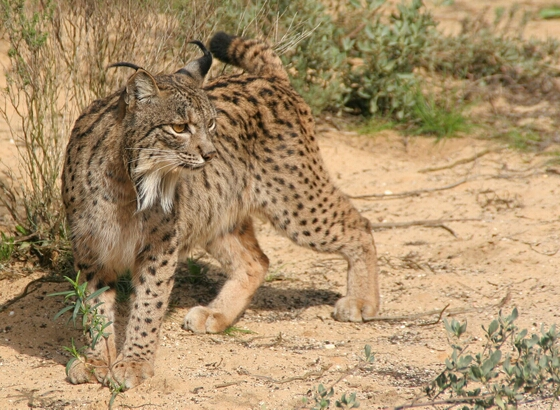
Figyelő ibériai hiúz

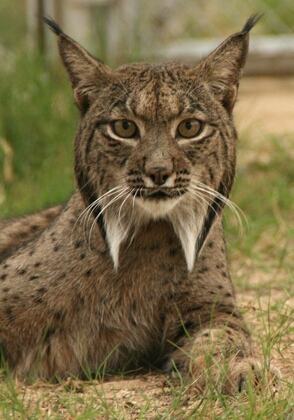
Ibériai hiúz a Doñana Nemzeti Parkban

Az ibériai hiúz (Lynx pardina), más néven spanyol hiúz vagy párduchiúz a ragadozók (Carnivora) rendjébe és a macskafélék (Felidae) családjába tartozó faj. Egy időben a leginkább veszélyeztetett európai ragadozó és a világ legritkább macskaféléje volt.

## Származása, elterjedése
Sokáig az eurázsiai hiúz egyik alfajának tartották, de ma már bizonyítottan külön faj. Amint ezt neve is jelzi, az Ibériai félszigeten él. Itt egykor gyakori állat volt — sőt, szórványosan dél-Franciaországban is előfordult. 
A 20. század elején még körülbelül 100 000 példánya élt, de az 1960-as és 1990-es évek közt a vadászat és az üregi nyulak megfogyatkozása miatt ezek 80 %-a eltűnt. Csak elszórt populációi maradtak Spanyolország délnyugati részén; a legtöbb a Doñana Nemzeti Parkban. Portugáliából valószínűleg kipusztult. 2001-ben csupán 62 ivarérett példányt tartottak számon; 2007-ben teljes állományát hozzávetőleg 100 egyedre becsülték. A következő tíz évben a gondos védelemnek köszönhetően egyedszáma közel négyszeresére nőtt, és a súlyosan veszélyeztetett kategóriából átsorolták a veszélyeztetettek közé. 2022-ben a felnőtt egyedek száma elérte a 648-at.
2024. június 20-án a Természetvédelmi Világszövetség (IUCN) bejelentette, hogy a „veszélyeztetett” kategóriából a sebezhetőbe helyezték át a fajt, mert a fiatal egyedeket is betudva a populáció immár több mint 2000 példányt számlál. Az átfogó természetvédelmi programban főként a hiúz fő prédája, a szintén veszélyeztetett üregi nyúl populációját igyekeztek növelni. Emellett több száz fogságban tartott hiúzt engedtek szabadon, élőhelyeiken pedig helyreállították a bozótokat és erdőket.
2024-ben 14 stabil, újratermelődő populációját ismerjük, egyet portugál, tizenhármat spanyol területen. Az általuk belakott terület a 2005-ös 449 km²ről 2024-ig 3320 km²-re nőtt.
A világon először 2005-ben születtek fogságban spanyol hiúzkölykök (három), azóta továbbiak is.

## Megjelenése, felépítése
Külsőre az eurázsiai hiúzhoz hasonlít, de valamivel kisebb. Hossza az 5–19 cm-es farkát is beszámítva 65–100 cm, marmagassága 40–50 cm. A felnőtt állat tömege 5–15 kg; a nőstények valamivel könnyebbek a hímeknél. Pofája sokkal macskaszerűbb a többi hiúzénál. Bundáján határozottabbak a pöttyök, innen kapta a párduchiúz nevet. Világosszürke vagy sárgásbarna bundájának alapszíne világosabb az eurázsiai hiúzénál. Pofaszakálla sokkal markánsabb, mint a többi hiúzé.

## Életmódja, élőhelye
Mivel rokonainál kisebb, zsákmányállatai is kisebbek — a mezei nyúlnál nagyobb állatot ritkán ejt el. Eredetileg táplálékszakosodott állat, amely szinte kizárólag üregi nyúlon élt. Szürkületkor vadászik ma már egyéb rágcsálók mellett rovarevőkre, madarakra, hüllőkre és kétéltűekre is — tehát mindenre, ami elég kicsi. Azonos „ízlésük” miatt vetélytársa a vörös rókának, az egyiptomi mongúznak és a vadmacskának. Mivel a nyulakat az utóbbi időben egyrészt túlvadásszák, másrészt járványok ritkítják, a hiúzok rákényszerülnek nagyobb állatok, például a dámszarvas, a muflont és az őz zsákmányolására is. Egy kifejlett hímnek naponta egy, egy vemhes nősténynek pedig napi három nyulat kellene megennie, hogy le ne gyengüljön.
Magányosan élő és vadászó állat. Legjobban a nagy, nyílt erdőkkel kevert bozótosokat kedveli: a nyílt terepen élnek fő zsákmányállatai, vackát pedig legjobban a ligetekben alakíthatja ki. Egy kifejlett ibériai hiúz territóriuma a vadászható állatok mennyiségétől függően 10–20 km². Lopakodva cserkészi be prédáját vagy hosszú ideig lapul vár fedezékben, amíg a leendő zsákmány elég közel nem ér rejtekéhez. Ekkor rövid nekifutással próbálja meg elejteni.
Kitűnő látásának köszönhetően egy egeret 75 méterről, egy üregi nyulat 300, egy őzet mér akár 500 méterről is észrevesz.

### Szaporodása
A párzási időszak (január–február) elején a nőstény elindul partnert keresni, ehhez otthagyhatja territóriumát. 2–3 kölykét a párzás után 65–75 nappal hozza világra. A fiatal hiúzok 18 hónaposan hagyják el anyjukat, és körülbelül 6 hónapba telik, mire megfelelő területet találnak maguknak. A hímek 2–3, a nőstények 2 éves korukban válnak ivaréretté. Vadon  a nemzetség többi tagjához hasonlóan 10–12 évig él.

## Természetvédelmi helyzete
Még ma is a világ legritkább macskaféléi közé tartozik. Főleg a portugáliai és spanyolországi paratölgy-erdők kivágása, a prémvadászat és a forgalom veszélyezteti — a 2000-es években és a 2010-es évek elején a hiúzok 62 %-a gázolásban pusztult el. Még egykori utolsó menedékükben, a Doñana Nemzeti Parkban sincsenek biztonságban az autóktól. Mára zsákmányállataik ritkulása vált gyarapodásuk legnagyobb gátjává. Az üregi nyulak részben betegségek okozta visszaszorulása komolyan veszélyezteti fennmaradásukat.
Veszélyeztetik a házimacskáról átterjedni képes betegségek is.
Ha eltűnne, ez lenne az első a kardfogú macskák kihalása, tehát a pleisztocén vége óta az első kihaló macskaféle.